# Marian Binek
Marian Stanisław Binek (ur. 6 sierpnia 1951 w Pińczowie) – polski lekarz weterynarii, mikrobiolog weterynaryjny, profesor nauk weterynaryjnych, profesor zwyczajny Szkoły Głównej Gospodarstwa Wiejskiego w Warszawie, prorektor tej uczelni w kadencji 2016–2020.

## Życiorys
W 1976 ukończył studia w Szkole Głównej Gospodarstwa Wiejskiego w Warszawie, uzyskując tytuł lekarza weterynarii. Doktoryzował się w 1981. Stopień doktora habilitowanego uzyskał w 1991 na podstawie pracy pt. Mapowanie i określanie mitogenności epitapów gronkowcowej enterotoksyny B. Tytuł naukowy profesora nauk weterynaryjnych otrzymał 21 lutego 2005. Specjalizuje się w mikrobiologii weterynaryjnej.
Od 1976 związany zawodowo z SGGW; na uczelni tej objął w 2008 stanowisko profesora zwyczajnego. W latach 1997–2012 kierował Zakładem Bakteriologii i Biologii Molekularnej, w latach 2000–2001 był kierownikiem Katedry Mikrobiologii. W latach 2002–2008 pełnił funkcję prodziekana Wydziału Medycyny Weterynaryjnej, przez kolejne dwie kadencje był dziekanem tego wydziału (2008–2012 i 2012–2016). W 2016 został wybrany na prorektora SGGW do spraw nauki na okres 2016–2020.
Odbył staże naukowe w ośrodkach krajowych oraz w Niemczech i USA. W latach 80. prowadził szkolenia w zakresie weterynaryjnej diagnostyki mikrobiologicznej w Kamerunie (1984) i na Kubie (1986). Opublikował ponad 200 prac, w tym ponad 100 oryginalnych. Współautor dwutomowego podręcznika akademickiego pt. Zarys klinicznej bakteriologii weterynaryjnej (2004; wraz z Konradem Malickim). Był członkiem kilku komitetów naukowych PAN.
W 2013 wybrany na prezesa Polskiego Towarzystwa Nauk Weterynaryjnych. Był także wiceprzewodniczącym Polskiego Towarzystwa Mikrobiologów.

## Odznaczenia
- Krzyż Kawalerski Orderu Odrodzenia Polski (2019)[4]
- Złoty Krzyż Zasługi (2001)[5]
- Medal Komisji Edukacji Narodowej
- Odznaka honorowa „Zasłużony dla Rolnictwa”
- Odznaką Honorową „Za Zasługi dla SGGW”[1].